# Ezzat el Kamhawi
Ezzat el Kamhawi (født 23. december 1961 i Ash Sharqiyah) er en egyptisk forfatter. Han uddannet journalist på Cairo Universitet i 1983.
El Kamhawi blev tildelt Naguib Mahfouz Medal for Literature i 2012 for romanen House of the wolf (engelsk titel). Ingen af hans bøger er i 2016 oversat til dansk.

## Udvalgte bøger (engelske titler)
- The City of Pleasure, 1997
- A room overlooking the Nile, 2004
- The Guard, 2008
- House of the wolf, 2011